# Jurihe
Jurihe (kinesiska: 巨日合, 巨日合镇) är en köping i Kina. Den ligger i den autonoma regionen Inre Mongoliet, i den norra delen av landet, omkring 840 kilometer nordost om regionhuvudstaden Hohhot. Antalet invånare är 23842. Befolkningen består av 11 711 kvinnor och 12 131 män. Barn under 15 år utgör 17,0 %, vuxna 15-64 år 76 %, och äldre över 65 år 6,0 %.
Genomsnittlig årsnederbörd är 535 millimeter. Den regnigaste månaden är juli, med i genomsnitt 162 mm nederbörd, och den torraste är februari, med 3 mm nederbörd.